# Томас де Марль
Томас де Марль, также Томас де Куси (фр. Thomas de Marle, Thomas de Coucy; 1073—1130, Куси) — французский рыцарь, сеньор Куси, Бове, Ла-Фер, Вервена, Крепи, Пинона и Марль, участник Первого крестового похода.

## Биография
Томас был сыном Ангеррана I де Куси, графа Амьенского (ум. 1118), и его супруги, Адели, племянницы графа Эбля де Руси. Хронисты сообщают о Томасе де Марле как о храбром, но жестоком воине, участнике феодальных междоусобиц. Гвиберт Ножанский в своих «Деяниях франков» называет его «яростным волком» (le loup enragé). Томас вместе с отцом в 1096—1100 годах принимает участие в Первом крестовом походе, в котором особо отличился в боях за взятие Никеи и Иерусалима (в 1099 году).
Вернувшись на родину, он и его отец вступают в длительный спор с горожанами и епископом Амьена о сеньориальных правах на этот город. В 1112 году Томас был вовлечён в восстание горожан Лана против епископской власти и затем дал право убежища лицам, виновным в убийстве ланского епископа Годри. За это на него, по настоянию французского короля Людовика VI Толстого, в декабре 1114 года на церковном соборе в Бове был наложен интердикт; Томас был лишён всех титулов и званий, а также «рыцарской чести». В ответ на это  он занял оборону в своём замке Кастильон, однако в 1115 году всё же сдался на милость короля. Наказание его ограничилось денежным штрафом.
После смерти отца в 1118 году Томас встаёт в ряды оппозиционной королевской власти аристократии, так как Людовик отказал ему в наследовании графства Амьенского, пообещав его своему фавориту, графу Раулю I де Вермандуа. Томас де Марль объединяется с графом Геннегау и графом де-Сен-Поль, и в 1130 году убивает брата Рауля Вермандуа. Последний же, заручившись согласием Людовика, с королевскими войсками осаждает замок Куси и в схватке убивает Томаса де Марль.

## Семья
Тома де Марль был трижды женат.
Его первой супругой была Ида фон Геннегау, дочь графа Бодуэна II (умерла ок. 1100). С нею Тома развёлся после того, как она родила ему двух дочерей — Иду и Беатрикс.
Вторично, в 1102 году, женился на дочери графа Роже де Монтажу. С ней Тома также развёлся — в связи со слишком близким родством (в 1104 году).
Третий раз вступил в брак с Мелисендой де Креси, дочерью графа Гвидо де Креси-сюр-Сер. От неё рождаются:
- дочь Мелисенда (ум. 1107)
- сын граф Ангерран II (1110—1149), синьор Куси, Марля, Вервена, Ла-Фер, Пинона и Крепи
- сын граф Роберт I (ум. 1191), синьор Бове, граф Амьенский.